# Alan Fitzpatrick

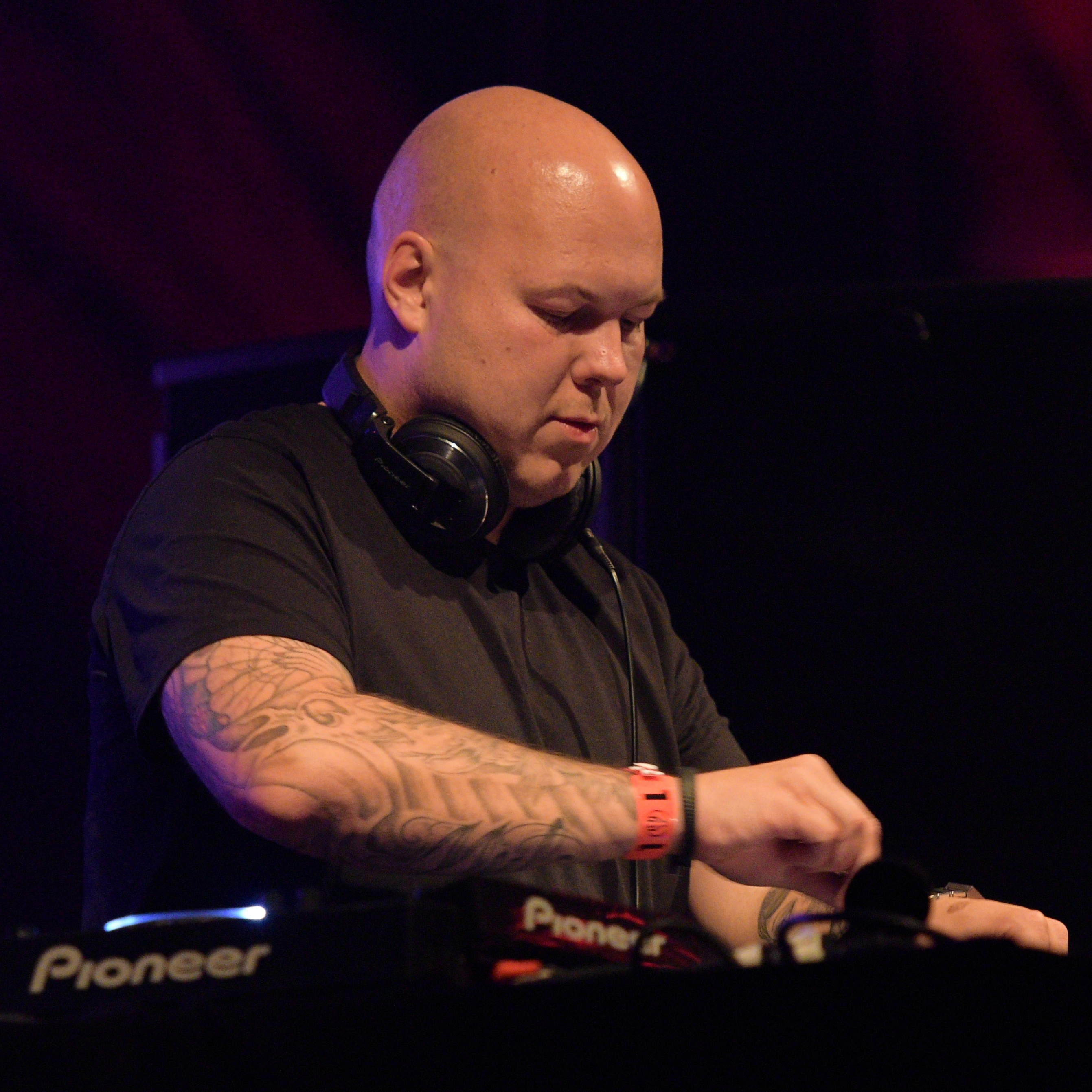
Alan Fitzpatrick bei Mayday 2015

Alan Fitzpatrick (* in Southampton, Vereinigtes Königreich) ist ein britischer Musikproduzent und Techno DJ.

## Musikalische Karriere
Alan Fitzpatricks Karriere begann im Jahr 2009, als er auf dem schwedischen Musiklabel Drumcode seine EP Static/Rubix veröffentlichte. Im selben Jahr publizierte Fitzpatrick auf dem Label Bedrock, welches vom britischen Techno-DJ John Digweed betrieben wird, die EP Reflections. Dieser Track wurde von BBC Radio 1 im Essential Mix als „New Tune“ bekannt und ausgezeichnet.
Ein Jahr später, 2010, produzierte er ebenfalls auf Drumcode das erste Album des Musiklabels unter dem Namen Shadows in the Dark. Besonders die Titel Xerrox Structure und A Small Decline stellten sich als großer Erfolg in der Technoszene heraus. Im selben Jahr kam ein Remixalbum von Shadows in the Dark heraus, bei dem unter anderem bekannte Techno-Größen wie Mark Broom, Gary Beck und Adam Beyer Fitzpatricks Songs remixten.
In den kommenden Jahren veröffentlichte Fitzpatrick weiterhin EPs, unter anderem auf Drumcode, seinem eigenen Label 8 Sided Dice sowie auf anderen Musiklabels. Seine Tracks wurden unter anderem von Carl Cox, Adam Beyer und Len Faki gespielt. Weitere große Aufmerksamkeit bekam seine EP Skeksis (2012), die 2015 von Jel Ford remixt wurde und die Top 10 in den Beatport-Charts erreichte. Weitere Alben und EPs folgten unter anderem auf Sven Väths Label Cocoon Recordings und Sashas Label Last Night on Earth.
Alan Fitzpatrick trat unter anderem in Deutschland, Südamerika und den Niederlanden auf. Er legte unter anderem in Clubs, wie dem Tresor und dem Berghain in Berlin, sowie regelmäßig auf Festivals, wie den Awakenings-Veranstaltungen oder der Mayday auf.

## Musikstil
Fitzpatricks Stil ist geprägt von einer starken Bassdrum und einer Melodie, die in der Regel viele harmonische Elemente, wie Synths, enthält. In einem Interview von 2015 beschrieb Fitzpatrick seine musikalischen Einflüsse. Diese bestehen unter anderem aus Joy Division, Prince und Goldie sowie Radiohead und James Blake.

## Diskografie

### Alben
- 2010: Shadows in the Dark (Drumcode)
- 2011: Shadows in the Dark Remixes (Remixalbum, Drumcode)

### Singles & EPs
- 2007: Wasps in Waders / The Return (Download-Single, Evasive Digital)
- 2008: Mau Yin (EP, 8 Sided Dice Recordings)
- 2008: 9 Hours Later / Papercut (Single, 8 Sided Dice Recordings)
- 2008: Ghost Train (EP, 8 Sided Dice Recordings)
- 2008: Beshektas / Germ (Single, 8 Sided Dice Recordings)
- 2009: Rubix/Static (Single, Drumcode)
- 2009: Reflections (Bedrock)
- 2009: Face of Rejection / Trendy Wendy (Single, Drumcode)
- 2009: Amsterdam (EP, 8 Sided Dice Recordings)
- 2009: Weed Killer / Science (Single, Figure)
- 2009: Scatter Cushions (EP, Curfew Records)
- 2009: Colloboration EP (feat. Fergie und Reset Robot, 8 Sided Dice Recordings)
- 2009: Silicon (Download-Split-Single mit Reset Robot, Suara)
- 2010: Straw Hats (EP, 8 Sided Dice Recordings)
- 2010: Paranoize (EP, Drumcode)
- 2010: The Heist (EP, 8 Sided Dice Recordings)
- 2010: A Small Decline (EP, Drumcode)
- 2010: Xerox Structure (8 Sided Dice Recordings)
- 2011: Blixx / Corruption (Single, 8 Sided Dice Recordings)
- 2011: Insurgent Series (EP, Drumcode)
- 2011: Human Reason / Simple Maze (Split-Single mit Adam Beyer, Drumcode)
- 2011: Moon Palace (Download-Single, Bedrock Digital)
- 2012: Firt Times (Split-EP mit Cari Lekebusch, Drumcode)
- 2012: A-Sides (Split-EP mit Joseph Capriati, Drumcode)
- 2012: Eyes Wide Open (Single, Drumcode)
- 2012: Life tHrough Different Eyes (EP, Drumcode)
- 2012: Skeksis (EP, Drumcode)
- 2012: 9HL - 9 Hours Later (The Markus Suckut Redefinitions) (Drumcode)
- 2013: Human Reason (Len Faki Remix) / Memesis (Split-Single mit Adam Beyer, Drumcode)
- 2013: In The Beginning (EP, Drumcode)
- 2014: Truant (EP, Cocoon Recordings)
- 2014: The Tetra (Drumcode)
- 2014: Turn Down the Lights (Drumcode)
- 2014: Solaris (Split mit Rustic Soul, ESD Records)
- 2014: Confessions of a Wanted Man (Drumcode)
- 2015: Turn Down the Lights (Drumcode)

### Remixe
- 2003: Reputation von DMF
- 2005: Turn It Up von Paul King
- 2008: K 10 von John Digweed
- 2009: Aquatonic von Mark Knight
- 2009: Remainings III von Adam Beyer
- 2009: Self Constructive von André Sobota
- 2009: To the Core von Fergie
- 2009: Formosa von Dave Rosario, Mulattos und A-Luv
- 2009: Return of the Saint von Android Cartel
- 2009: Rough N Raw von Pirupa & Pigi
- 2009: Virto von Alessandro Izzo
- 2010: Slice 2010 von Carl Cox
- 2010: Close Your Eyes von Dustin Zahn + Joel Mull
- 2010: Kill Techno von Sharam
- 2010: The Golden Key von Pascal Mollin & Thorsten Heiser
- 2011: Invaders Are Back von Robert Capuano
- 2011: Noise A von Alex Bau
- 2011: Beta Decay von Sian
- 2011: Liquid Brain von Fergie
- 2012: Escape von Fabio Alampi
- 2012: Steady Motion von Cari Lekebusch
- 2012: Cash Johnny von Timo Maas
- 2013: Pontapé 2013 Remake von Renato Cohen
- 2013: Riots in London von Ben Sims
- 2013: Take Me Away von Adam Beyer
- 2013: Interstellar von Paolo Mojo
- 2013: Screen von Session Restore
- 2013: Metric von Markantonio
- 2014: I Want You von Trus’me
- 2014: Don’t Stop von Dimitri Nakov & John Monkman Feat. Cari Golden
- 2015: K241Z von dubspeeka
- 2021: Let the music play von Shannon